# Prix FIPRESCI de la Berlinale
Pour les articles homonymes, voir Prix FIPRESCI.
Le prix FIPRESCI de la Berlinale est une récompense cinématographique remise depuis 1957 lors du Festival de Berlin par un jury constitué de critiques de cinéma internationaux par l'intermédiaire de la Fédération internationale de la presse cinématographique (FIPRESCI) pour soutenir le cinéma de genre, risqué, original et personnel. Il récompense le meilleur film selon les critiques.

## Palmarès
La liste des gagnants provient du site officiel de la FIPRESCI, leurs sections du site officiel de la Berlinale. Les sections ne sont pas toutes vérifiables. Le site officiel de la Berlinale ne cite que les films primés pour les éditions postérieures à 1981.
| Édition | Film | Réalisateur | Pays | Section |
| ------- | --- | --- | --- | --- |
| 1957    | La Femme en robe de chambre (Woman in a Dressing Gown)                                                            | J. Lee Thompson                                                                                                   | Royaume-Uni | Compétition |
| 1957    | Ingen tid til kærtegn                                                                                             | Annelise Hovmand                                                                                                  | Danemark | |
| 1958    | Le Désert de la peur (Ice Cold in Alex)                                                                           | J. Lee Thompson                                                                                                   | Royaume-Uni | |
| 1958    | Mention spéciale : Les Fraises sauvages (Smultronstället)                                                         | Ingmar Bergman | Suède | Compétition |
| 1958    | Mention spéciale : Der Jaguar-Tanz Jaguar                                                                         | Sean Graham | Ghana | Court métrage |
| 1959    | La Forteresse cachée (隠し砦の三悪人, Kakushi toride no san akunin)                                               | Akira Kurosawa | Japon | Compétition |
| 1960    | Le Silence de la colère (The Angry Silence)                                                                       | Guy Green | Royaume-Uni | |
| 1961    | La Nuit (La notte)                                                                                                | Michelangelo Antonioni                                                                                            | Italie | Compétition |
| 1962    | Zoo (court métrage)                                                                                               | Bert Haanstra | Pays-Bas | Compétition |
| 1963    | Les Femmes des autres (La rimpatriata)                                                                            | Damiano Damiani                                                                                                   | Italie | |
| 1963    | Les Petites Aphrodites (Μικρές Αφροδίτες, Mikrés Aphrodítes)                                                      | Níkos Koúndouros                                                                                                  | Grèce | Compétition |
| 1964    | Annonces matrimoniales (La visita)                                                                                | Antonio Pietrangeli                                                                                               | Italie | |
| 1964    | Mention spéciale : Herrenpartie                                                                                   | Wolfgang Staudte                                                                                                  | Allemagne de l'Ouest                                                                                              | Compétition |
| 1965    | Répulsion | Roman Polanski | Royaume-Uni | Compétition |
| 1965    | Mention spéciale : Amour 65 (Kärlek 65)                                                                           | Bo Widerberg | Suède | |
| 1966    | Les Saisons de notre amour                                                                                        | Florestano Vancini                                                                                                | Italie | |
| 1967    | Alle Jahre wieder                                                                                                 | Ulrich Schamoni                                                                                                   | Allemagne de l'Ouest                                                                                              | Compétition |
| 1968    | Innocence sans protection (Nevinost Bez Zastite)                                                                  | Dušan Makavejev                                                                                                   | Yougoslavie | Compétition |
| 1969    | Non remis | Non remis | Non remis | Non remis |
| 1970    | Le festival fut interrompu deux jours avant la remise des prix, à cause de la polémique suscité par le film O.K.. | Le festival fut interrompu deux jours avant la remise des prix, à cause de la polémique suscité par le film O.K.. | Le festival fut interrompu deux jours avant la remise des prix, à cause de la polémique suscité par le film O.K.. | Le festival fut interrompu deux jours avant la remise des prix, à cause de la polémique suscité par le film O.K.. |
| 1970    | Mention spéciale aux films de l'Amérique latine                                                                   | | | |
| 1971    | La Reconstitution (Αναπαράσταση, Anaparastasi)                                                                    | Theo Angelopoulos                                                                                                 | Grèce | |
| 1971    | Wilhelm Reich : Les Mystères de l'organisme (W.R. - Misterije organizma)                                          | Dušan Makavejev                                                                                                   | Yougoslavie | |
| 1971    | Argentina, mayo de 1969: Los caminos de la liberación                                                             | Collectif (film à sketchs)                                                                                        | Argentine | |
| 1971    | Mention spéciale aux films de la section Forum                                                                    | | | |
| 1972    | L'Audience (L'udienza)                                                                                            | Marco Ferreri | Italie France | |
| 1972    | Family Life | Ken Loach | Royaume-Uni | |
| 1973    | Les Noces rouges                                                                                                  | Claude Chabrol | France Italie | |
| 1973    | Jours de 36 (Μέρες του '36, Méres tou 36)                                                                         | Theo Angelopoulos                                                                                                 | Grèce | |
| 1973    | Lo stagionale | Alvaro Bizzarri                                                                                                   | Suède | |
| 1974    | Tabiate bijan | Sohrab Shahid Saless                                                                                              | Iran | Compétition |
| 1974    | Les Fiançailles d'Anna (Το προξενιό της Άννας, To proxenió tis Ánnas)                                             | Pantelís Voúlgaris                                                                                                | Grèce | |
| 1974    | Mention spéciale aux films grecs de la section Forum                                                              | | | |
| 1975    | Dar Ghorbat | Sohrab Shahid Saless                                                                                              | Allemagne de l'Ouest Iran                                                                                         | |
| 1975    | Le Chœur (Chorus)                                                                                                 | Mrinal Sen | Inde | |
| 1975    | L'Obier rouge (Калина красная, Kalina krasnaya)                                                                   | Vassili Choukchine                                                                                                | Union soviétique                                                                                                  | |
| 1975    | Tagebuch | Rudolf Thome | Allemagne | |
| 1975    | Un village hongrois (Istenmezején 1972-73-ban)                                                                    | Judit Elek | Hongrie | |
| 1975    | Fous à délier (Matti da slegare)                                                                                  | Silvano Agosti, Marco Bellocchio, Sandro Petraglia et Stefano Rulli                                               | Italie | |
| 1976    | Les Longues Vacances de 36 (Las largas vacaciones del 36)                                                         | Jaime Camino | Espagne | |
| 1976    | Chhatrabhang | Nina Shivdasani                                                                                                   | Inde | |
| 1976    | Lettre paysanne (Kaddu Beykat)                                                                                    | Safi Faye | Sénégal | |
| 1977    | L'Ascension (Восхождение, Voskhozhdeniye)                                                                         | Larissa Chepitko                                                                                                  | Union soviétique                                                                                                  | |
| 1977    | Mababangong bangungot                                                                                             | Kidlat Tahimik | Philippines | |
| 1977    | Hommage à Yılmaz Güney pour l'ensemble de son œuvre                                                               | | | |
| 1978    | Apám néhány boldog éve                                                                                            | Sándor Simó | Hongrie | |
| 1978    | Le Cycle (دایرهٔ مینا, Dayereh-ye Mina)                                                                            | Dariush Mehrjui                                                                                                   | Iran | |
| 1979    | Albert - warum?                                                                                                   | Josef Rödl | Allemagne | |
| 1979    | My Way Home | Bill Douglas | Royaume-Uni | |
| 1979    | La Macchina cinema                                                                                                | Silvano Agosti, Marco Bellocchio, Sandro Petraglia et Stefano Rulli                                               | Italie | |
| 1980    | Solo Sunny | Konrad Wolf et Wolfgang Kohlhaase                                                                                 | Allemagne de l'Est                                                                                                | Compétition |
| 1980    | Hungerjahre - in einem reichen Land                                                                               | Jutta Brückner | Allemagne de l'Ouest                                                                                              | |
| 1980    | On Company Business                                                                                               | Allan Francovich                                                                                                  | États-Unis | |
| 1981    | La barque est pleine (Das Boot ist voll)                                                                          | Markus Imhoof | Suisse | Compétition |
| 1981    | Merci, ça va (Köszönöm, megvagyunk)                                                                               | László Lugossy | Hongrie | |
| 1981    | Dialogue with a woman departed                                                                                    | Leo Hurwitz | États-Unis | |
| 1981    | Killer of Sheep                                                                                                   | Charles Burnett                                                                                                   | États-Unis | |
| 1981    | Hommage à Yılmaz Güney pour l'ensemble de son œuvre                                                               | | | |
| 1982    | Dreszcze | Wojciech Marczewski                                                                                               | Pologne | Compétition |
| 1982    | Pastorale (პასტორალი / Пастораль)                                                                                 | Otar Iosseliani                                                                                                   | Union soviétique                                                                                                  | Forum |
| 1982    | Lebensläufe | Winfried Junge | Allemagne de l'Est                                                                                                | Forum |
| 1982    | Nuestra voz de tierra, memoria y futuro                                                                           | Marta Rodríguez et Jorge Silva                                                                                    | Colombie | Forum |
| 1983    | Eine Saison in Hakkari (Hakkâri'de Bir Mevsim)                                                                    | Erden Kıral | Allemagne / Turquie                                                                                               | Compétition |
| 1983    | Pauline à la plage                                                                                                | Éric Rohmer | France | Compétition |
| 1983    | Cendres et braises (Ashes and Embers)                                                                             | Haïlé Gerima | États-Unis | Forum |
| 1983    | Busch singt - Sechs Filme über die erste Hälfte des 20. Jahrhunderts                                              | Konrad Wolf, Peter Voigt, Ludwig Hoffmann, Erwin Burkert et Reiner Bredemeyer                                     | Allemagne de l'Est                                                                                                | Forum |
| 1984    | Love Streams | John Cassavetes                                                                                                   | États-Unis | Compétition |
| 1984    | Une sale petite guerre (No habrá más penas ni olvido)                                                             | Héctor Olivera | Argentine | Compétition |
| 1984    | Nippon-koku Furuyashiki-mura                                                                                      | Shinsuke Ogawa | Japon | Forum |
| 1985    | Le Procès de Tokyo (東京裁判, Tōkyō Saiban)                                                                       | Masaki Kobayashi                                                                                                  | Japon | Hors-compétition                                                                                                  |
| 1985    | Secret Honor | Robert Altman | États-Unis | Forum |
| 1985    | Cabra Marcada para Morrer                                                                                         | Eduardo Coutinho                                                                                                  | Brésil | Forum |
| 1986    | Stammheim | Reinhard Hauff | Allemagne de l'Ouest                                                                                              | Compétition |
| 1986    | Shoah | Claude Lanzmann                                                                                                   | France | Forum |
| 1986    | Kobieta z prowincji                                                                                               | Andrzej Baranski                                                                                                  | Pologne | Forum |
| 1986    | Un temps pour vivre, un temps pour mourir (童年往事, Tong nien wang shi)                                          | Hou Hsiao-hsien                                                                                                   | Taïwan | |
| 1986    | Hommage à Gábor Bódy                                                                                              | | | |
| 1987    | Le Thème (Тема)                                                                                                   | Gleb Panfilov | Union soviétique                                                                                                  | Compétition |
| 1987    | Siekierezada | Witold Leszczyński                                                                                                | Pologne | Forum |
| 1987    | Varatz lapter | Aghasi Ayvazyan                                                                                                   | Union soviétique                                                                                                  | |
| 1988    | La Commissaire (Комиссар, Komissar)                                                                               | Alexandre Askoldov                                                                                                | Union soviétique                                                                                                  | Compétition |
| 1988    | Dani, Michi, Renato & Max                                                                                         | Richard Dindo | Suisse | Forum |
| 1989    | La Bande des quatre                                                                                               | Jacques Rivette                                                                                                   | France Suisse | Compétition |
| 1989    | A dokumentátor | István Dárday et Györgyi Szalai                                                                                   | Hongrie | Forum |
| 1989    | Biglal Hamilkhama Hahi (בגלל המלחמה ההיא)                                                                         | Orna Ben-Dor Niv                                                                                                  | Israël | Forum |
| 1990    | La Garde (Караул, Karaul)                                                                                         | Alexandre Rogojkine                                                                                               | Union soviétique                                                                                                  | Compétition |
| 1990    | Near Death | Frederick Wiseman                                                                                                 | États-Unis | Forum |
| 1991    | Le Petit Criminel                                                                                                 | Jacques Doillon                                                                                                   | France | Compétition |
| 1991    | Die Mauer | Jürgen Böttcher                                                                                                   | Allemagne | Forum |
| 1992    | Conte d'hiver | Éric Rohmer | France | Compétition |
| 1992    | La Vie de bohème (Boheemielämää)                                                                                  | Aki Kaurismäki | France Finlande                                                                                                   | Forum |
| 1992    | Edward II | Derek Jarman | Royaume-Uni | Forum |
| 1993    | Gorilla Bathes at Noon                                                                                            | Dušan Makavejev                                                                                                   | Yougoslavie Allemagne                                                                                             | Hors-compétition                                                                                                  |
| 1993    | Jouer pour le plaisir (找乐, Zhao le)                                                                             | Ning Ying | Chine | Forum |
| 1993    | Xuese Qingchen | Li Shaohong | Chine | |
| 1993    | Sishi puhuo | Li Shaohong | Chine | |
| 1993    | Maman (妈妈, Mama)                                                                                                | Zhang Yuan | Chine | Forum |
| 1994    | Ladybird, Ladybird                                                                                                | Ken Loach | Royaume-Uni | Compétition |
| 1994    | Tigrero: A Film That Was Never Made                                                                               | Mika Kaurismäki                                                                                                   | Finlande | Forum |
| 1995    | Smoke | Paul Auster et Wayne Wang                                                                                         | États-Unis | Compétition |
| 1995    | Citizen Langlois                                                                                                  | Edgardo Cozarinsky                                                                                                | France | Forum |
| 1995    | Prêtre (Priest)                                                                                                   | Antonia Bird | Royaume-Uni | Panorama |
| 1995    | Tôkyô kyôdai | Jun Ichikawa | Japon | Forum |
| 1996    | Taiyang you er (太陽有耳)                                                                                         | Yim Ho | Hong Kong | Compétition |
| 1996    | Bulan tertusuk ilalang                                                                                            | Garin Nugroho | Indonésie | Forum |
| 1996    | Chacun cherche son chat                                                                                           | Cédric Klapisch                                                                                                   | France | Panorama |
| 1997    | La Rivière (河流, He liu)                                                                                         | Tsai Ming-liang                                                                                                   | Taïwan | Compétition |
| 1997    | Nobody's Business                                                                                                 | Alan Berliner | États-Unis | Forum |
| 1997    | Sreda | Viktor Kossakovski                                                                                                | Allemagne | Panorama |
| 1998    | Sada (阿部定の生涯, Abe Sada no shôgai)                                                                           | Nobuhiko Ōbayashi                                                                                                 | Japon | Compétition |
| 1998    | Dans ce pays-là (В той стране, V toy strane)                                                                      | Lidia Bobrova | Russie | Forum |
| 1998    | Fragments: Jerusalem (Shivrei T'munot Yerushalayim)                                                               | Ron Havilio | Israël | Forum |
| 1998    | Sue perdue dans Manhattan (Sue)                                                                                   | Amos Kollek | États-Unis | Panorama |
| 1999    | Ça commence aujourd'hui                                                                                           | Bertrand Tavernier                                                                                                | France | Compétition |
| 1999    | Wait and See (あ、春, Ah haru)                                                                                    | Shinji Sōmai | Japon | Panorama |
| 1999    | Dealer | Thomas Arslan | Allemagne | Forum |
| 2000    | La Chambre des magiciennes                                                                                        | Claude Miller | France | Compétition |
| 2000    | Paragraphe 175 (Paragraph 175)                                                                                    | Rob Epstein et Jeffrey Friedman                                                                                   | États-Unis | Panorama |
| 2000    | Monday | Sabu | Japon | Forum |
| 2001    | Italian for Beginners (Italiensk for begyndere)                                                                   | Lone Scherfig | Danemark | Compétition |
| 2001    | Maelström | Denis Villeneuve                                                                                                  | Canada | Panorama |
| 2001    | Danach hätte es schön sein müssen                                                                                 | Karin Jurschick                                                                                                   | Allemagne | Forum |
| 2002    | Lundi matin | Otar Iosseliani                                                                                                   | France | Compétition |
| 2002    | Les Soviets plus l'électricité                                                                                    | Nicolas Rey | France | Forum |
| 2003    | Au feu ! (Lichter)                                                                                                | Hans-Christian Schmid                                                                                             | Allemagne | Compétition |
| 2003    | L'Ombre de l'enfant (Wolfsburg)                                                                                   | Christian Petzold                                                                                                 | Allemagne | Panorama |
| 2003    | Edi | Piotr Trzaskalski                                                                                                 | Pologne | Forum |
| 2004    | Head-On (Gegen die Wand)                                                                                          | Fatih Akin | Allemagne Turquie                                                                                                 | Compétition |
| 2004    | La Face cachée de la lune                                                                                         | Robert Lepage | Canada | Panorama |
| 2004    | The Time We Killed                                                                                                | Jennifer Todd Reeves                                                                                              | États-Unis | Forum |
| 2005    | La Saveur de la pastèque (天邊一朵雲, Tiān biān yi duǒyún)                                                        | Tsai Ming-liang                                                                                                   | Taïwan | Compétition |
| 2005    | Massaker | Monika Borgmann, Lokman Slim et Hermann Theissen                                                                  | Allemagne | Panorama |
| 2005    | Oxhide (牛皮, Niú pí)                                                                                             | Liu Jiayin | Chine | Forum |
| 2006    | Requiem | Hans-Christian Schmid                                                                                             | Allemagne | Compétition |
| 2006    | Les Enragés (Knallhart)                                                                                           | Detlev Buck | Allemagne | Panorama |
| 2006    | In Between Days                                                                                                   | So Yong Kim | États-Unis Canada                                                                                                 | Forum |
| 2007    | Moi qui ai servi le roi d'Angleterre (Obsluhoval jsem anglického krále)                                           | Jiří Menzel | République tchèque                                                                                                | Compétition |
| 2007    | Takva | Özer Kiziltan | Turquie | Panorama |
| 2007    | Des chiens dans la neige (Jagdhunde)                                                                              | Ann-Kristin Reyels                                                                                                | Allemagne | Forum |
| 2008    | Lake Tahoe | Fernando Eimbcke                                                                                                  | Mexique | Compétition |
| 2008    | La Sirène (Русалка, Rusalka)                                                                                      | Anna Melikian | Russie | Panorama |
| 2008    | Les Épouses d'Allah (Shahida)                                                                                     | Natalie Assouline                                                                                                 | Israël | Forum |
| 2009    | Fausta (La teta asustada)                                                                                         | Claudia Llosa | Pérou Espagne | Compétition |
| 2009    | Nord | Rune Denstad Langlo                                                                                               | Norvège | Panorama |
| 2009    | Love Exposure (愛のむきだし, Ai no mukidashi)                                                                     | Sion Sono | Japon | Forum |
| 2010    | En familie | Pernille Fischer Christensen                                                                                      | Danemark | Compétition |
| 2010    | Parade (Parêdo)                                                                                                   | Isao Yukisada | Japon | Panorama |
| 2010    | La Barra (El vuelco del cangrejo)                                                                                 | Oscar Ruíz Navia                                                                                                  | Colombie | Forum |
| 2011    | Le Cheval de Turin (A Torinói ló)                                                                                 | Ágnes Hranitzky et Béla Tarr                                                                                      | Hongrie | Compétition |
| 2011    | Heaven's Story (ヘヴンズ ストーリー, 'Hevunzu sutôrî)                                                             | Takahisa Zeze | Japon | Forum |
| 2011    | Dernier étage, gauche, gauche                                                                                     | Angelo Cianci | France | Panorama |
| 2012    | Tabou (Tabu) | Miguel Gomes | Portugal | Compétition |
| 2012    | Hemel | Sacha Polak | Pays-Bas | Forum |
| 2012    | L'Âge atomique | Héléna Klotz | France | Panorama |
| 2013    | Mère et Fils (Poziția copilului)                                                                                  | Călin Peter Netzer                                                                                                | Roumanie | Compétition |
| 2013    | Inch'Allah | Anaïs Barbeau-Lavalette                                                                                           | Canada / France                                                                                                   | Panorama |
| 2013    | Hélio Oiticica | Cesar Oiticica Filho                                                                                              | Brésil | Forum |
| 2014    | Aimer, boire et chanter                                                                                           | Alain Resnais | France | Compétition |
| 2014    | Au premier regard (Hoje eu quero voltar sozinho)                                                                  | Daniel Ribeiro | Brésil | Panorama |
| 2014    | Forma | Ayumi Sakamoto | Japon | Forum |
| 2015    | Taxi Téhéran (تاکسی, Taxi)                                                                                        | Jafar Panahi | Iran | Compétition |
| 2015    | Paridan az ertefa kam                                                                                             | Hamed Rajabi | Iran | Panorama |
| 2015    | Il gesto delle mani                                                                                               | Francesco Clerici                                                                                                 | Italie | Forum |
| 2016    | Mort à Sarajevo (Smrt u Sarajevu)                                                                                 | Danis Tanović | France / Bosnie-Herzégovine                                                                                       | Compétition |
| 2016    | Aloys | Tobias Nölle | Suisse / France                                                                                                   | Panorama |
| 2016    | The Revolution Won't Be Televised                                                                                 | Rama Thiaw | Sénégal | Forum |
| 2017    | Corps et Âme (Testről és lélekről)                                                                                | Ildikó Enyedi | Hongrie | Compétition |
| 2017    | Pendular | Julia Murat | Brésil | Panorama |
| 2017    | A Feeling Greater Than Love (Shu'our akbar min el hob)                                                            | Mary Jirmanus Saba                                                                                                | Liban | Forum |
| 2018    | Les Héritières (Las herederas)                                                                                    | Marcelo Martinessi                                                                                                | Paraguay | Compétition |
| 2018    | River's Edge | Isao Yukisada | Japon | Panorama |
| 2018    | An Elephant Sitting Still                                                                                         | Hu Bo | Chine | Forum |
| 2019    | Synonymes | Nadav Lapid | France / Israël                                                                                                   | Compétition |
| 2019    | Dafne | Federico Bondi | Italie | Panorama |
| 2019    | The Children of the Dead                                                                                          | Kelly Copper et Pavol Liska                                                                                       | Autriche | Forum |
| 2020    | Ondine (Undine)                                                                                                   | Christian Petzold                                                                                                 | Allemagne / France                                                                                                | Compétition |
| 2020    | Mogul Mowgli | Bassam Tariq | États-Unis / Royaume-Uni                                                                                          | Panorama |
| 2020    | Le Vingtième Siècle                                                                                               | Matthew Rankin | Canada | Forum |
| 2021    | Sous le ciel de Koutaïssi (Ras vkhedavt, rodesac cas vukurebt?e)                                                  | Alexandre Koberidze                                                                                               | Géorgie | Compétition |
| 2021    | Anatolia (Okul Tıraşı)                                                                                            | Ferit Karahan | Turquie | Panorama |
| 2021    | The Girl and the Spider (Das Mädchen und die Spinne)                                                              | Silvan Zürcher | Suisse | Forum |
| 2022    | Leonora addio | Paolo Taviani | Italie | Compétition |
| 2022    | Bettina | Lutz Pehnert | Allemagne | Panorama |
| 2022    | Super Natural | Jorge Jácome | Portugal | Forum |
| 2022    | Coma | Bertrand Bonello                                                                                                  | France | Encounters |
| 2023    | The Survival of Kindness                                                                                          | Rolf de Heer | Australie | Compétition |
| 2023    | The Quiet Migration (Stille Liv)                                                                                  | Malene Choi | Danemark | Panorama |
| 2023    | Between Revolutions (Între revoluții)                                                                             | Vlad Petri | Roumanie | Forum |
| 2023    | Here | Bas Devos | Belgique | Encounters |
| 2024    | Mon gâteau préféré (Keyke mahboobe man)                                                                           | Maryam Moqadam, Behtash Sanaeeha                                                                                  | Iran / Suède | Compétition |
| 2024    | Faruk | Aslı Özge | Allemagne / Turquie                                                                                               | Panorama |
| 2024    | The Human Hibernation                                                                                             | Anna Cornudella                                                                                                   | Espagne | Forum |
| 2024    | Dormir De Olhos Abertos                                                                                           | Nele Wohlatz | Brésil / Argentine / Allemagne                                                                                    | Encounters |
| 2025    | Dreams (Drømmer)                                                                                                  | Dag Johan Haugerud                                                                                                | Norvège | Compétition |
| 2025    | Under the Flags, the Sun                                                                                          | Juanjo Pereira | Paraguay / Argentine / Allemagne / États-Unis / France                                                            | Panorama |
| 2025    | La memoria de las mariposas                                                                                       | Tatiana Fuentes Sadowski                                                                                          | Portugal / Pérou                                                                                                  | Forum |
| 2025    | Kaj ti je deklica                                                                                                 | Urska Djukic | Slovénie / Italie / Croatie / Serbie                                                                              | Encounters |